# Društvo Finžgarjev dom
Društvo Finžgarjev dom je slovensko kulturno društvo, ki je nastalo leta 1967 na Opčinah nad Trstom iz potrebe, da bi v stavbi Marijanišča na Opčinah imeli organizirano delovanje vsi Slovenci, ki se prepoznajo v vrednotah krščanstva, demokracije in slovenstva, še posebno mladi. Med pobudniki, kjer je bilo mnogo članov openskega cerkvenega pevskega zbora sv. Jernej, je bil tudi kulturnik Jože Peterlin. Tedaj so poimenovali novo dvorano v Marijanišču po zaslužnem duhovniku Francu Saleškemu Finžgarju, društvo pa je bilo istoimensko. Tako so pri tržaškem notarju Clarichu uradno ustanovili Društvo Finžgarjev dom, s podpisom ustanovnega akta 6. oktobra 1967, prvi odbor so tedaj sestavljali predsednik Sergij Bandelj, podpredsednik Albin Vaclik, tajnica Berta Vremec, blagajničarka Krasulja Simoniti, medtem ko so bili člani nadzornega odbora Bernard Škerlavaj, Miroslava Ferlat in nadomestna članica Pepka Škerlavaj.
Hitro je zaživelo živahno delovanje, saj so v dvorani Finžgarjevega doma redno vadili openski cerkveni pevski zbor in razni mladinski ansambli (ansambel Taims, ansambel Galebi, tercet Mavrica). Vabili so razne gledališke skupine za odrske nastope, mnogo je bilo družabnosti ob najrazličnejših priložnostih. Tedaj je bil na Opčinah župnik g. Vilhelm Žerjal, pri župniji je pomagal kaplan g. Franc Vončina. Društvu so bili blizu mnogi domačini, še posebno Jože Podobnik in Milan Sosič, od ustanovitve dalje je bila izredno aktivna tudi gospa Gabrijela Beličič. Vsako leto so organizirali Prešernovo proslavo (te prirejajo še danes, a so jih poimenovali Večer slovenske pesmi in besede ) in mnogo dejavnosti za mladino. Nastal je mladinski pevski zbor Vesela pomlad, ki ga je od vsega začetka vodil kaplan Franc Pohajač. Nekatere dejavnosti, kot na primer delovanje glasbenih ansamblov, so v teku let zamrle, zbor Vesela pomlad je medtem ustanovil samostojno pevsko društvo (čeprav še vedno vadi v istih prostorih), cerkveni zbor župnije Sv. Jerneja z Opčin pa ima svojo pevsko sobo v župnišču.
Delovanje društva je ščasoma nekoliko okrnilo, novi zagon so mu dali leta 1997, ko so na občnem zboru izvolili nov odbor, ki so ga sestavljali predsednik Marij Maver in odborniki Drago Štoka, Livio Valenčič, Gabrijela Beličič, Franc Pohajač, Marica Dolenc, Mitja Petaros in Lučka Susič. Oživela je otroška dramska skupina (kasneje so jo poimenovali po Tamari Petaros, openski deklici, ki je izredno rada nastopala in ji bolezen ni prizanesla pri zelo rosnih letih), vrstila so se predavanja, društvo Finžgarjev dom je prevzelo skrb za izdajo vsakoletnega glasila Naša beseda , ki opisuje vsakoletno delovanje slovenske openske skupnosti. Tedaj je bil v vasi župnik Zvone Štrubelj. Od leta 2006 so na občnem zboru spet nekoliko spremenili društveni odbor, predsednica je postala Lučka Susič, odborniki so bili David Lenissa, Tone Trento, Robert Petaros, Marij Maver in Drago Štoka.
Jeseni leta 2023 so na občnem zboru izvolili sedanji odbor društva Finžgarjev dom: predsednica je Breda Susič, podpredsednica Anka Peterlin, blagajnik David Lenissa, odborniki so Janez Beličič, Ivana Šolc in Mitja Petaros.
Delovanje društva Finžgarjev dom je živahno in razvejano. V zadnjih letih so spet začeli z vajami mladinski ansambli, nadaljuje se mladinska gledališka dejavnost (dramsko skupino Tamara Petaros je vodila Lučka Susič, nato sta jo prevzeli Manica Maver in Anka Peterlin). Od leta 2014 organizirajo zelo dobro obiskane četrtkove večere z naslovom Za kvaliteto in polnost življenja v vseh starostnih obdobjih (nasveti za dobre vsakodnevne izbire), na katerih imajo strokovnjaki iz različnih področij (psihoterapevti, vzgojitelji, menedžerji ipd.) svoja predavanja.